# 索拉罗洛
索拉罗洛是意大利艾米利亚-罗马涅大区拉韦纳省的一个镇，面积26.3平方公里，2004年人口4,256人。